# Walesius
Walesius is een geslacht van kevers van de familie snoerhalskevers (Anthicidae).

## Soorten
- W. borneensis Pic, 1910
- W. theresae Pic, 1896